# Rare (компанія)
Rare Ltd — британська приватна компанія, що займається розробкою відеоігор.
Переважно відома оригінальними ігровими хітами, а також завдяки сумі, за яку її придбала Microsoft — 375 000 000 доларів, що на той момент було рекордом.
Розташована в селі Твікросс в Англії і має багато успішних проєктів для платформ Nintendo (Battletoads, Donkey Kong Country, R.C. Pro-Am, Killer Instinct, Banjo-Kazooie, Banjo-Tooie, GoldenEye 007 Day, Diddy Kong Racing, Donkey Kong 64, Jet Force Gemini, Star Fox Adventures) і Microsoft (Kameo: Elements of Power, Viva Piñata, Conker: Live & Reloaded, Banjo-Kazooie: Nuts & Bolts, Kinect Sports, Killer Instinct, Rare Replay, Sea of Thieves).
В іграх компанії завжди використовували останні графічні рішення. Наприклад, у Donkey Kong Country на SNES використовувалася заздалегідь візуалізована тривимірна графіка у вигляді двовимірних ігрових спрайтів. GoldenEye 007 для Nintendo 64 виявився дуже успішним і став золотим стандартом для консольних FPS-ігор (було продано понад 9 мільйонів копій). Killer Instinct також додав багато інновацій у жанр файтингів.
Нині[коли?] працює над пригодницькою грою Everwild для Xbox Series X/S та Windows 10.

## Історія
Rare, заснована в 1982 році братами Тімом та Крісом Стемперами, спочатку мала назву Ashby Computers and Graphics Ltd. (ACG). До продажу назви в 1985 році займалася розробкою ігор для 8-бітних платформ ZX Spectrum, Commodore 64 і BBC Micro, які видавалися під торговою маркою Ultimate Play The Game.
У 1993 році Rare уклала ексклюзивний контракт на розробку ігор для консолей Nintendo, а в 2002 році її придбала Microsoft.
Влітку 2003 року старий логотип компанії замінено новим.

## Назви
З назвою компанії спочатку виникла плутанина, оскільки в різних іграх її зазначали по-різному. Крім основної назви (Rare LTD.) на заставках були варіанти Rare Interactive, Rareware і Rare Coin-It INC. — можливо, команда не могла визначитись із власною назвою.